# Цанко Лавренов (нос)
Носът Цанко Лавренов (на английски: Lavrenov Point) е свободен от лед морски нос от източната страна на входа в залива Юндола на северния бряг на остров Робърт, вдаващ се 400 m северозападно в протока Дрейк. Разположен 2,7 km западно от нос Нюъл и 2,6 km югоизточно от нос Катарина.
Координатите му са: 62°20′14″ ю. ш. 59°34′26″ з. д. / 62.337222° ю. ш. 59.573889° з. д..
Наименуван е на българския художник Цанко Лавренов (1896 – 1978). Името е официално дадено на 12 август 2008 г. Обнародвано е с указ на Президента на Република България от 31 май 2016 г.
Българско картографиране от 2009 г.

## Карти
- Л. Иванов. Антарктика: Остров Ливингстън и острови Гринуич, Робърт, Сноу и Смит. Топографска карта в мащаб 1:120000. Троян: Фондация Манфред Вьорнер, 2009. ISBN 978-954-92032-4-0